# 梅维尔 (上加龙省)
梅维尔（法語：Merville，法語發音：[mɛʁvil] ⓘ）是法国上加龙省的一个市镇，属于图卢兹区。

## 地理
梅维尔（43°43'17"N, 1°17'52"E）面积30.68 平方千米，位于法国奧克西塔尼大區上加龙省，该省份为法国西南部内陆省份，西南端与西班牙接壤，自此顺时针与上比利牛斯省、热尔省、塔恩-加龙省、塔恩省、奥德省和阿列日省接壤。
与梅维尔接壤的市镇（或旧市镇、城区）包括：格勒纳德、拉拉、萨沃河畔蒙泰居、多克斯、欧索讷、塞伊、加龙河畔加尼亚克、圣若里。

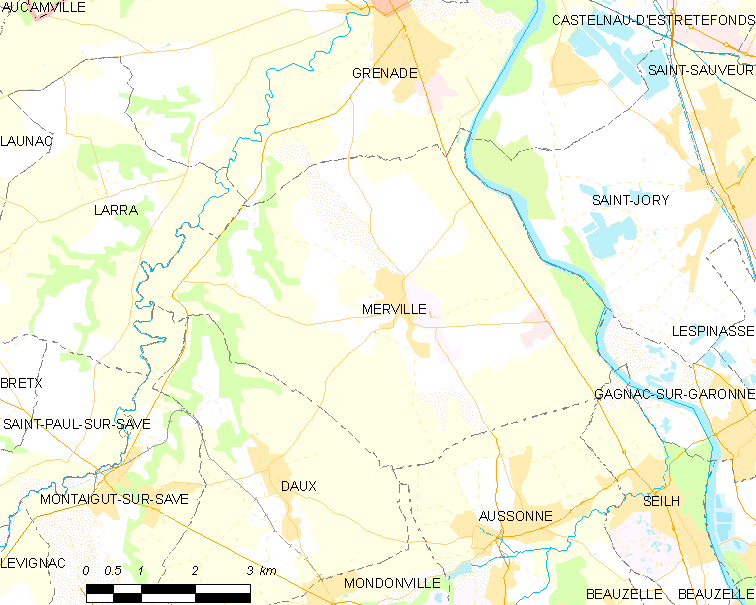
的OSM定位图

梅维尔的时区为UTC+01:00、UTC+02:00（夏令时）。

## 行政
梅维尔的邮政编码为31330，INSEE市镇编码为31341。

## 政治
梅维尔所属的省级选区为莱格万县。

## 人口

1962-2008年间人口变化图示

梅维尔于2022年1月1日时的人口数量为6640人。

## 图集

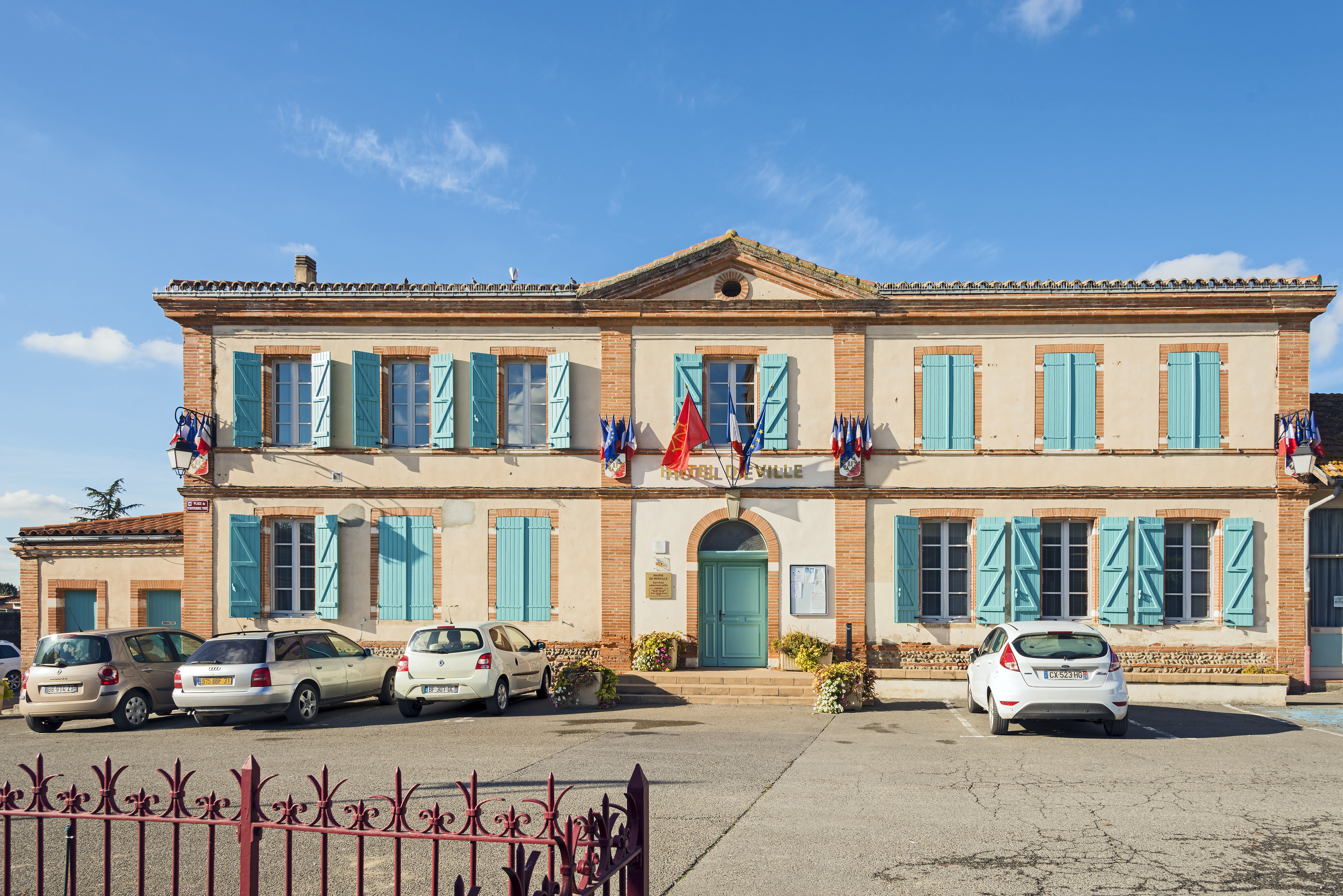
市政厅
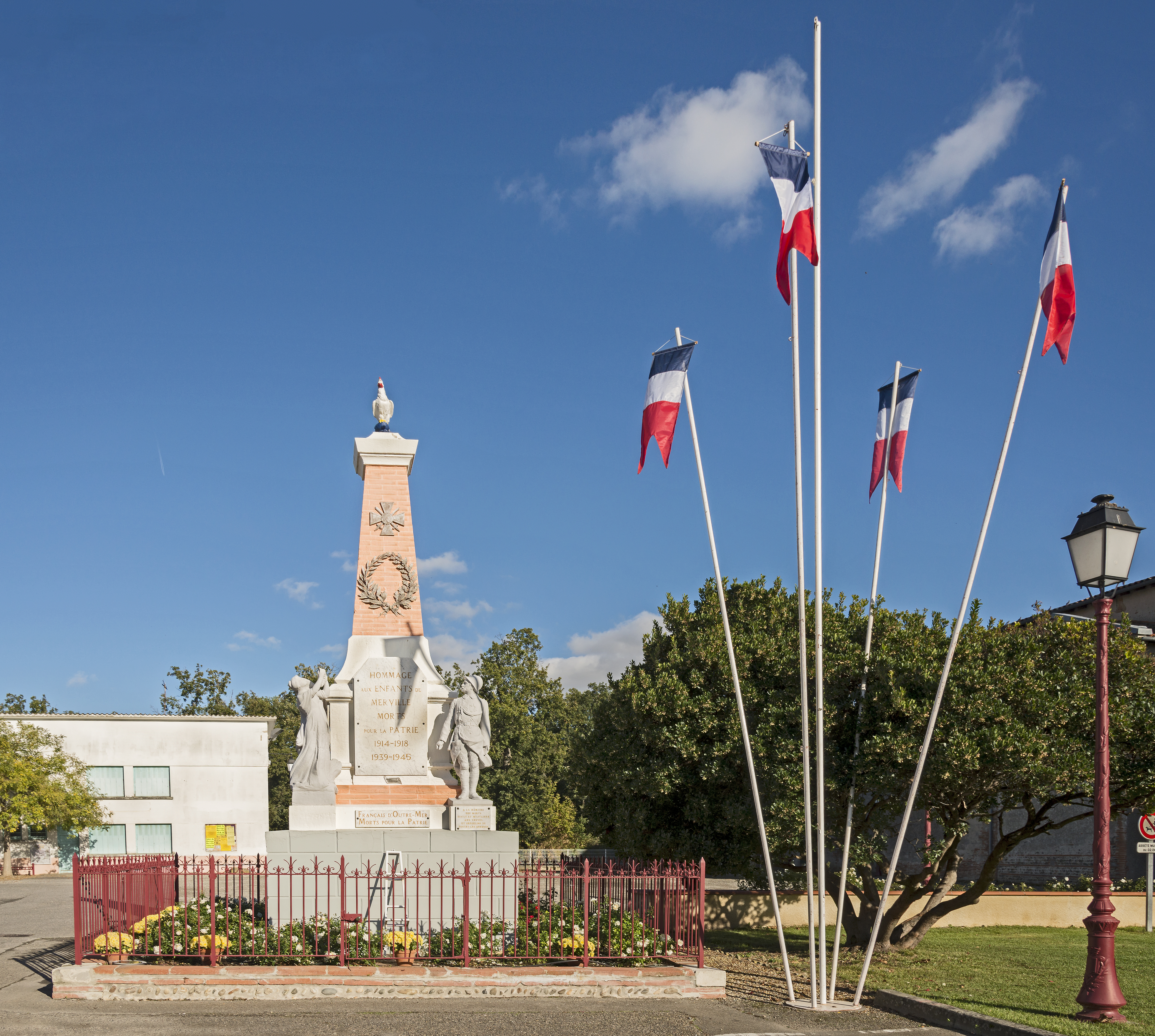
战争纪念碑
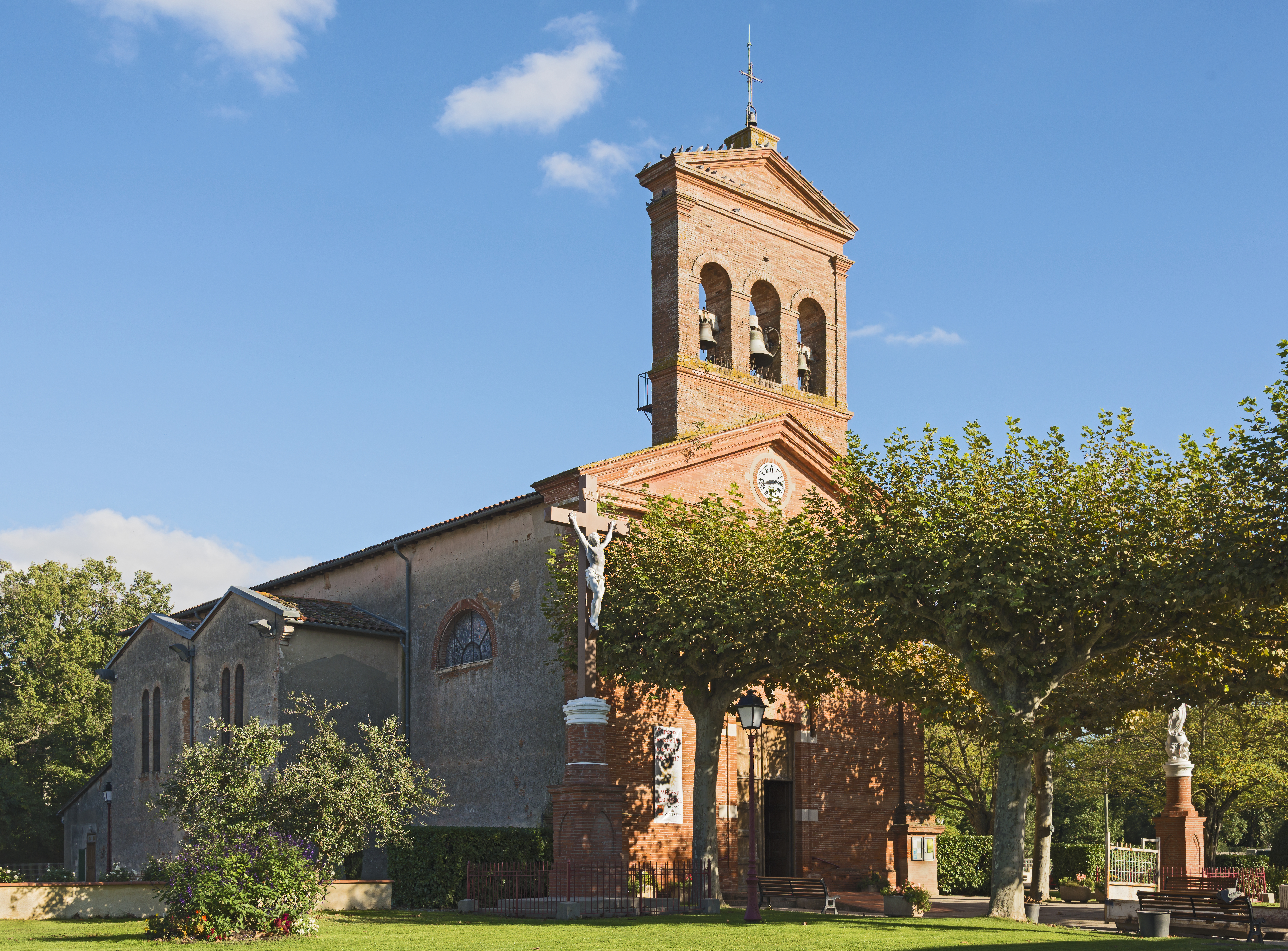
教堂
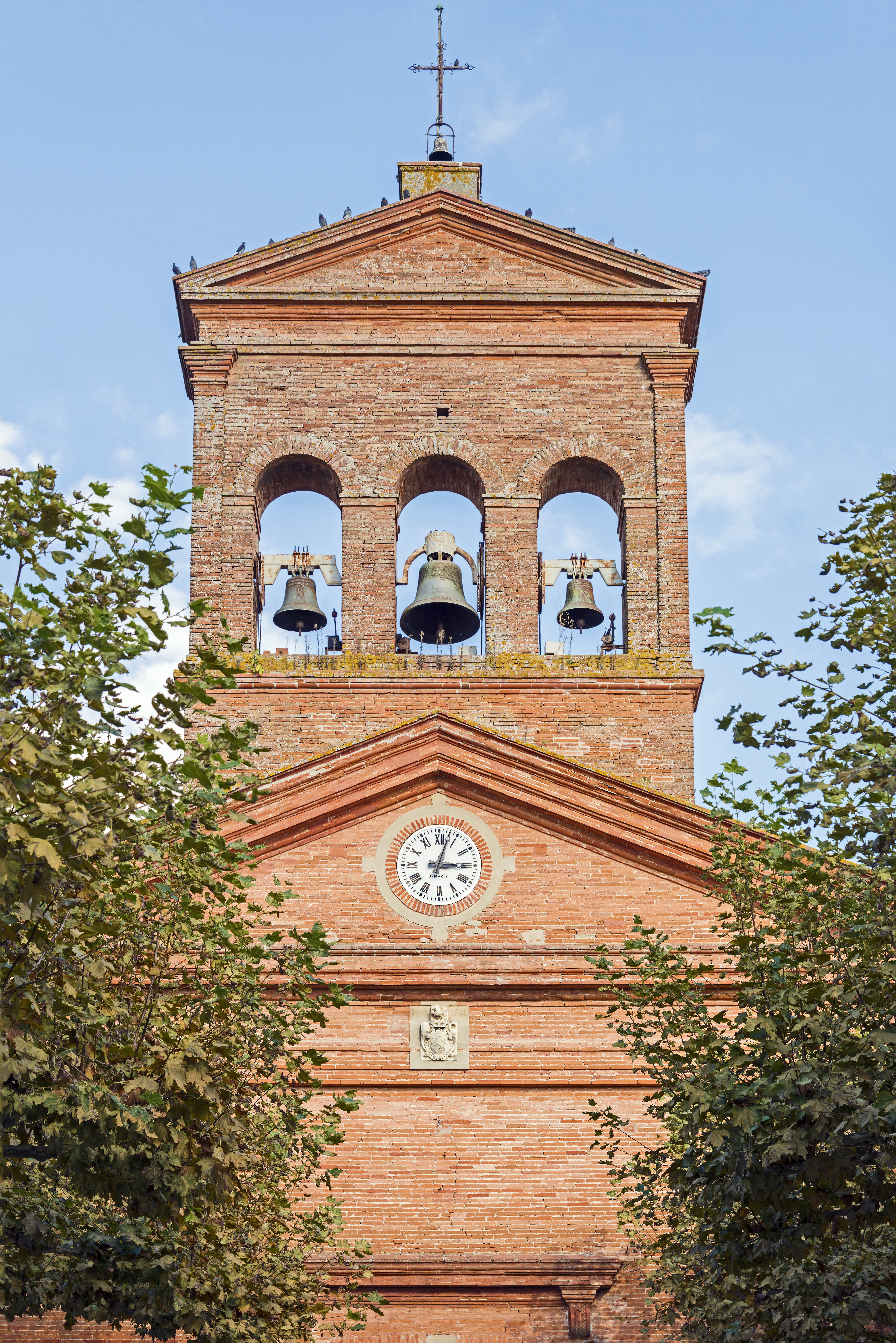
钟楼
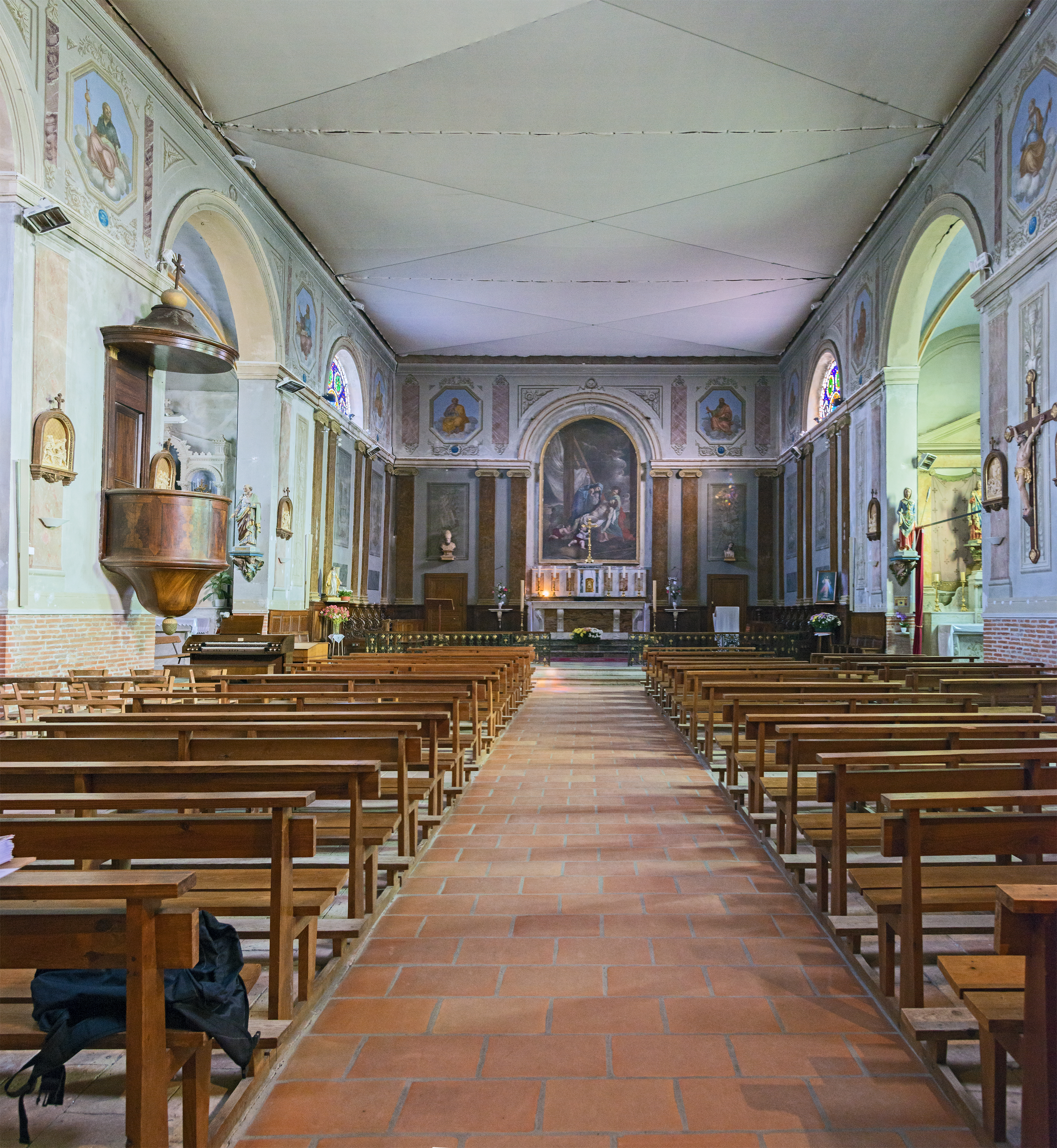
中殿
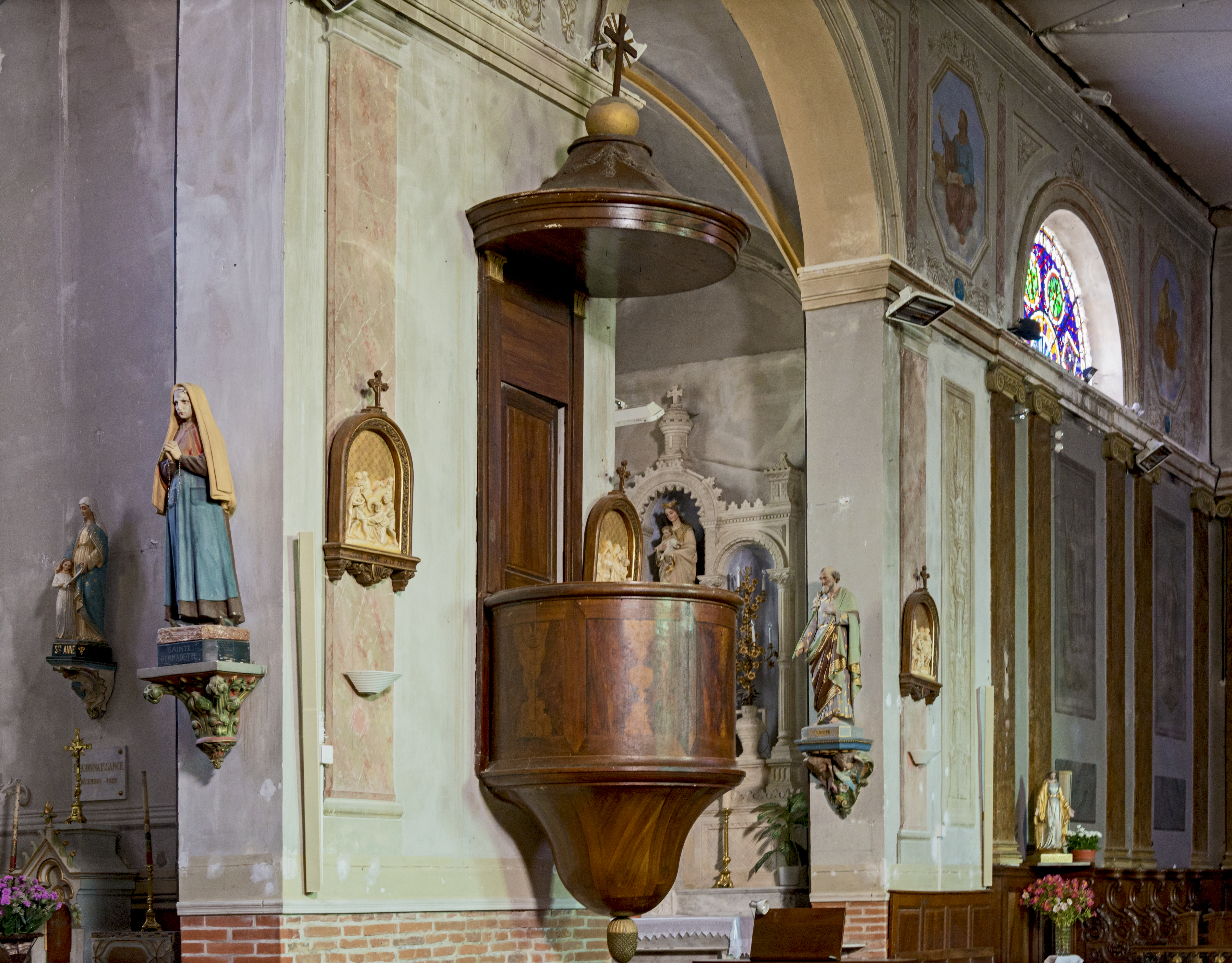
讲坛
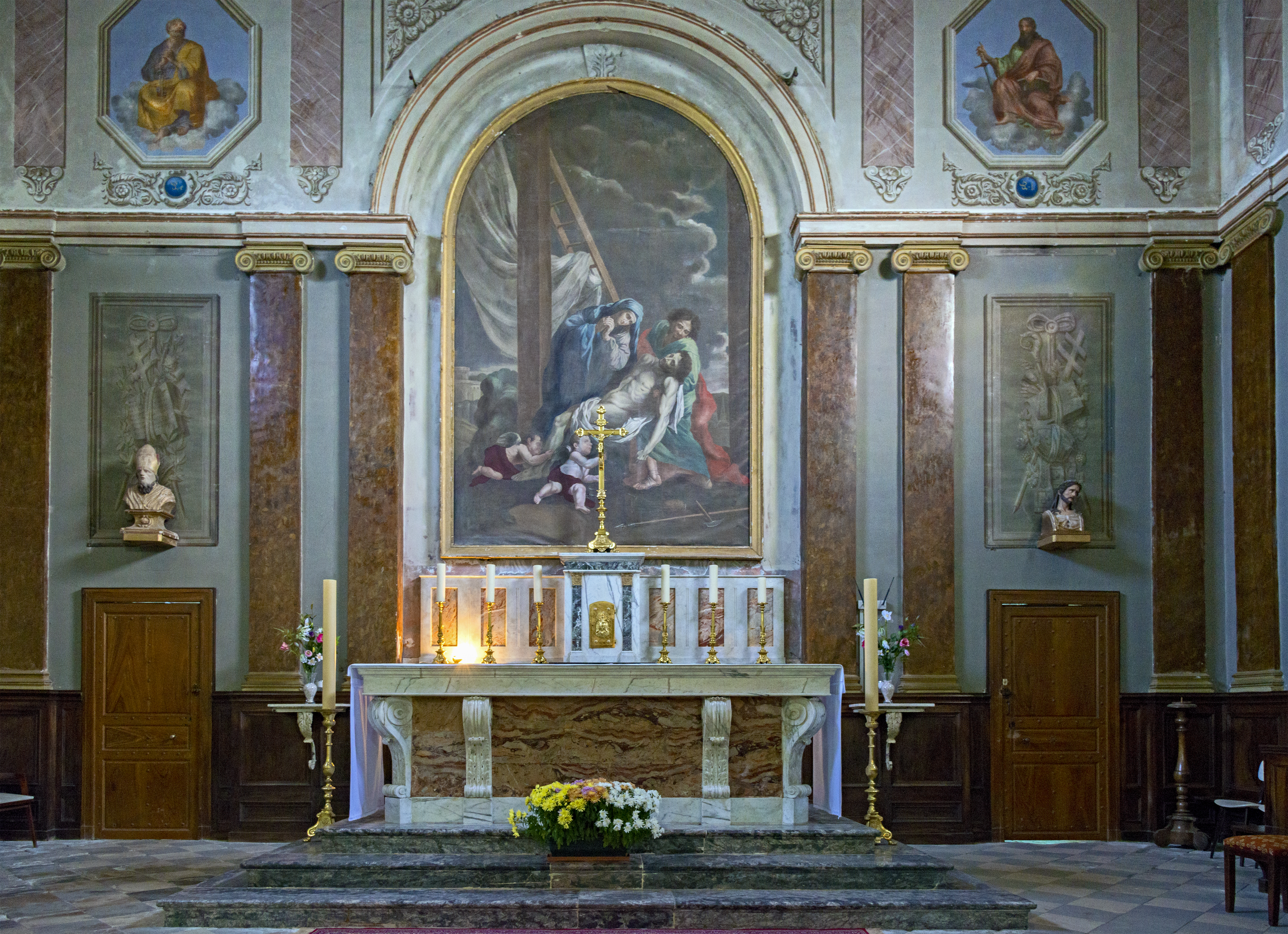
祭坛
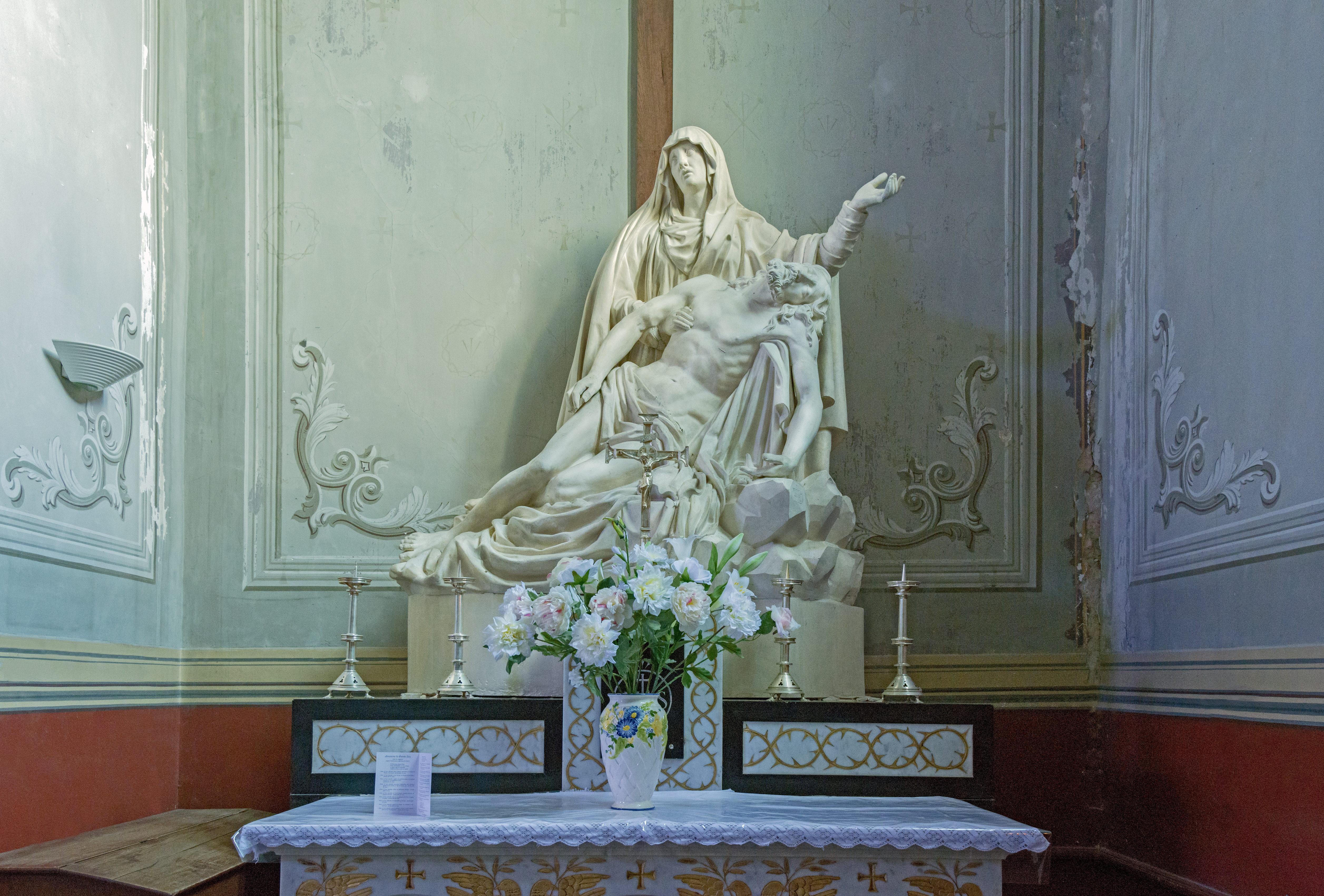
小圣堂